# Bryan Ramírez
Bryan Josías Ramírez León (Esmeraldas, 11 de agosto de 2000) es un futbolista ecuatoriano. Juega de extremo y su equipo actual es Liga Deportiva Universitaria de la Serie A de Ecuador.

## Trayectoria
Se inició jugando en las categorías inferiores del Club Sport Norte América de Guayaquil, desde la categoría sub-12 en 2012, ahí continuó con su proceso formativo. Se provó en algunos equipos de Primera y Segunda Categoría, pero no tuvo acogida en alguno de ellos.
En 2020 llegó a Juventud Fútbol Club de la Segunda Categoría de Pichincha para disputar la tercera división de Ecuador, en el campeonato provincial jugó en total 10 de los 12 partidos, el torneo se sufrió modificaciones a consecuencia de la pandemia de covid-19 y se disputó en una fase única, el club finalizó en el cuarto lugar y no avanzó a los play-offs nacionales, terminando así su vínculo con la institución.
En 2021 firmó como jugador libre con Cumbayá Fútbol Club, equipo que había ascendido la temporada anterior a la Serie B de Ecuador, con el club parroquiano debutó en la primera categoría del fútbol ecuatoriano. Disputó el primer partido el 16 de abril de 2021 en la victoria 1-0 ante América de Quito, en total disputó nueve partidos y fue parte del equipo campeón y ascenso de categoría. Fue ratificado para disputar la Serie A con Cumbayá, jugó en 18 partidos durante la temporada, gran parte de ellos de titular.
A finales de 2022 fue anunciado como refuerzo de Liga Deportiva Universitaria, con los albos firmó por cinco temporadas en calidad de jugador libre, fue la primera incorporación de Liga para la temporada 2023.

## Selección nacional
Fue convocado por Sebastián Beccacece para disputar la doble fecha de las eliminatorias para el Mundial de Canadá, Estados Unidos y México 2026 de junio de 2025 ante Brasil y Perú.

### Selección absoluta

#### Participaciones en eliminatorias
| Eliminatorias      | Sede            | Resultado   | Partidos | Goles |
| ------------------ | --------------- | ----------- | -------- | ----- |
| Eliminatorias 2026 | América del Sur | Clasificado | 0        | 0     |

## Estadísticas

### Clubes
Actualizado al último partido disputado el 17 de agosto de 2025.
| Club                                   | Div.          | Temporada     | Liga  | Liga  | Copas nacionales | Copas nacionales | Copas internacionales | Copas internacionales | Total | Total | Total  |
| Club                                   | Div.          | Temporada     | Part. | Goles | Part.            | Goles            | Part.                 | Goles                 | Part. | Goles | Asist. |
| -------------------------------------- | ------------- | ------------- | ----- | ----- | ---------------- | ---------------- | --------------------- | --------------------- | ----- | ----- | ------ |
| Juventud · Ecuador                     | 3.ª           | 2020          | 10    | 0     | —                | —                | —                     | —                     | 10    | 0     | 0      |
| Juventud · Ecuador                     | Total club    | Total club    | 10    | 0     | 0                | 0                | 0                     | 0                     | 10    | 0     | 0      |
| Cumbayá F. C. · Ecuador                | 2.ª           | 2021          | 9     | 0     | —                | —                | —                     | —                     | 9     | 0     | 0      |
| Cumbayá F. C. · Ecuador                | 1.ª           | 2022          | 17    | 0     | 1                | 0                | —                     | —                     | 18    | 0     | 0      |
| Cumbayá F. C. · Ecuador                | Total club    | Total club    | 26    | 0     | 1                | 0                | 0                     | 0                     | 27    | 0     | 0      |
| Liga Deportiva Universitaria · Ecuador | 1.ª           | 2023          | 25    | 0     | 0                | 0                | 9                     | 0                     | 34    | 0     | 2      |
| Liga Deportiva Universitaria · Ecuador | 1.ª           | 2024          | 26    | 3     | 2                | 0                | 5                     | 0                     | 33    | 3     | 9      |
| Liga Deportiva Universitaria · Ecuador | 1.ª           | 2025          | 24    | 5     | 1                | 0                | 5                     | 0                     | 30    | 5     | 6      |
| Liga Deportiva Universitaria · Ecuador | Total club    | Total club    | 75    | 8     | 3                | 0                | 19                    | 0                     | 97    | 8     | 17     |
| Total carrera                          | Total carrera | Total carrera | 111   | 8     | 4                | 0                | 19                    | 0                     | 134   | 8     | 17     |
| 1. 2.                                  |               |               |       |       |                  |                  |                       |                       |       |       |        |

## Palmarés

### Campeonatos nacionales
| Título               | Club                         | Año  |
| -------------------- | ---------------------------- | ---- |
| Serie B de Ecuador   | Cumbayá F. C.                | 2021 |
| Serie A de Ecuador   | Liga Deportiva Universitaria | 2023 |
| Serie A de Ecuador   | Liga Deportiva Universitaria | 2024 |
| Supercopa de Ecuador | Liga Deportiva Universitaria | 2025 |

### Campeonatos internacionales
| Título            | Club                         | Año  |
| ----------------- | ---------------------------- | ---- |
| Copa Sudamericana | Liga Deportiva Universitaria | 2023 |